# Alpe Adria Football League 2013.
Alpe Adria Football League je svoje prvo izdanje imala u sezoni 2013. Sudjelovalo je pet klubova iz Hrvatske i Slovenije, a prvakom je postala momčad Maribor Generals.

## Sudionici
- Osijek Cannons - Osijek
- Zagreb Raiders - Zagreb
- Zagreb Thunder - Zagreb
- Alp Devils - Kranj
- Maribor Generals - Maribor

## Ljestvice i rezultati

### Ligaški dio
| mj     | klub             | ut     | pob    | por    | poen+  | poen-  |  |
| Sjever | Sjever           | Sjever | Sjever | Sjever | Sjever | Sjever |  |
| ------ | ---------------- | ------ | ------ | ------ | ------ | ------ |  |
| 1.     | Maribor Generals | 5      | 4      | 1      | 197    | 44     |  |
| 2.     | Alp Devils       | 5      | 4      | 1      | 112    | 76     |  |
|        |                  |        |        |        |        |        |  |
| Jug    |                  |        |        |        |        |        |  |
| 1.     | Zagreb Raiders   | 6      | 4      | 2      | 158    | 66     |  |
| 2.     | Zagreb Thunder   | 5      | 1      | 4      | 47     | 118    |  |
| 3.     | Osijek Cannons   | 5      | 0      | 5      | 19     | 229    |  |

### Doigravanje
|              | klub1          | rez.  | klub2            |
| ------------ | -------------- | ----- | ---------------- |
| za 3. mjesto | Alp Devils     | 35:0  | Zagreb Thunder   |
|              |                |       |                  |
| AAFL Bowl    | Zagreb Raiders | 12:19 | Maribor Generals |

## Poveznice i izvori
- Alpe Adria Football League
- Alpe Adria Football League 2014.
- službene stranice
- football-aktuell.de, AAFL 2013., pristupljeno 5. kolovoza 2014.